# Iveta Toušlová
Iveta Toušlová (* 2. srpna 1968 Vimperk) je česká novinářka, publicistka a televizní a rozhlasová moderátorka. Autorsky spolupracuje na televizních pořadech 13. komnata, Toulavá kamera a dalších, které také moderuje.

## Kariéra a dílo

### Začátky
Po studiích češtiny a české literatury na Pedagogické fakultě Jihočeské univerzity vystřídala několik zaměstnání, až nakonec začala pracovat jako redaktorka Jihočeských listů (deníky Bohemia), a později přešla do budějovického Rádia Faktor.

### V České televizi
V České televizi působila od roku 1995 nejprve coby externí redaktorka, od roku 1996 jako členka Redakce zpravodajství ČT. Moderovala mj. pořad Dobré ráno a po 13 let patřila ke tvářím hlavní zpravodajské relace ČT Události, a to ve dvojici s Bohumilem Klepetkem (v letech 1999–2012).
Vedle toho se autorsky věnovala televizním pořadům a seriálům:
- Toulavá kamera včetně letních speciálů
- Toulavá kamera ochutnává a vychutnává Česko a Slovensko
- Třináctá komnata
- Za zrcadlem
- Rub a líc[1]
- Gejzír

### Knihy
Je spoluautorkou knih cyklu Toulavá kamera, které jsou přepisem stejnojmenného televizního týdeníku vysílaného od roku 2003. Série knih začala být vydávána roku 2005. Dalšími spoluautory jak TV pořadu, tak knižní série jsou moderátor Josef Maršál a cestopisec Marek Podhorský. Některé svazky byly vydány v počtu 10 až 40 000 výtisků.

## Osobní život
Pochází z Vimperka. Její rodiče si nerozuměli, takže vyrostla v nepříjemné atmosféře, ovšem rozvedli se, až když byla dospělá. Když jí bylo 16, její matka vážně onemocněla, takže se musela starat o svou tříletou sestru. Tato zkušenost ji odrazovala od vlastního těhotenství, které odkládala, a nakonec zůstala bezdětná.
V letech 1998–2006 byl jejím partnerem Jiří Janeček, její kolega z ČT. Rozešli se v době, kdy byl generálním ředitelem. Její sestra Andrea Toušlová také pracuje v televizi a podílí se např. na reportážích do Toulavé kamery.